# Olivier Arson
Olivier Arson (París, 1979) és un compositor francès de música de cinema. Viu i treballa a Espanya, col·labora habitualment amb Rodrigo Sorogoyen.

## Biografia
Va guanyar el Goya a la millor música original per El reino durant els XXXIII Premis Goya i el premi a la millor música original per a As bestas durant els X Premis Feroz.
Va guanyar per segona vegada el Goya a la millor música original als XXXVII Premis Goya per As bestas.

## Filmografia

#### Llargmetratges
- 2016 : Que Dios nos perdone de Rodrigo Sorogoyen
- 2018 : El reino de Rodrigo Sorogoyen
- 2019 : Madre de Rodrigo Sorogoyen
- 2021 : Cerdita de Carlota Martínez-Pereda
- 2022 : As bestas de Rodrigo Sorogoyen
- 2022 : La mala familia de Luis Rojo i Nacho A. Villar

#### Sèries de televisió
- 2017 : La zona
- 2020 : Antidisturbios de Rodrigo Sorogoyen
- 2022 : Apagón

## Discografia
- 2012 : TERRITOIRE - Mandorle
- 2018 : TERRITOIRE - Alix
- 2021 : TERRITOIRE - Étude de la profondeur

## Distinccions

### Premis
- XXXIII Premis Goya : millor música original per El reino
- X Premis Feroz : millor música original per As bestas
- XXXVII Premis Goya : millor música original per As bestas

### Nominacions
- IV Premis Feroz : millor música original per Que Dios nos perdone
- VI Premis Feroz : millor música original per El reino
- VI edició dels Premis Platino : millor música per El reino